# مک‌دونالدی شدن

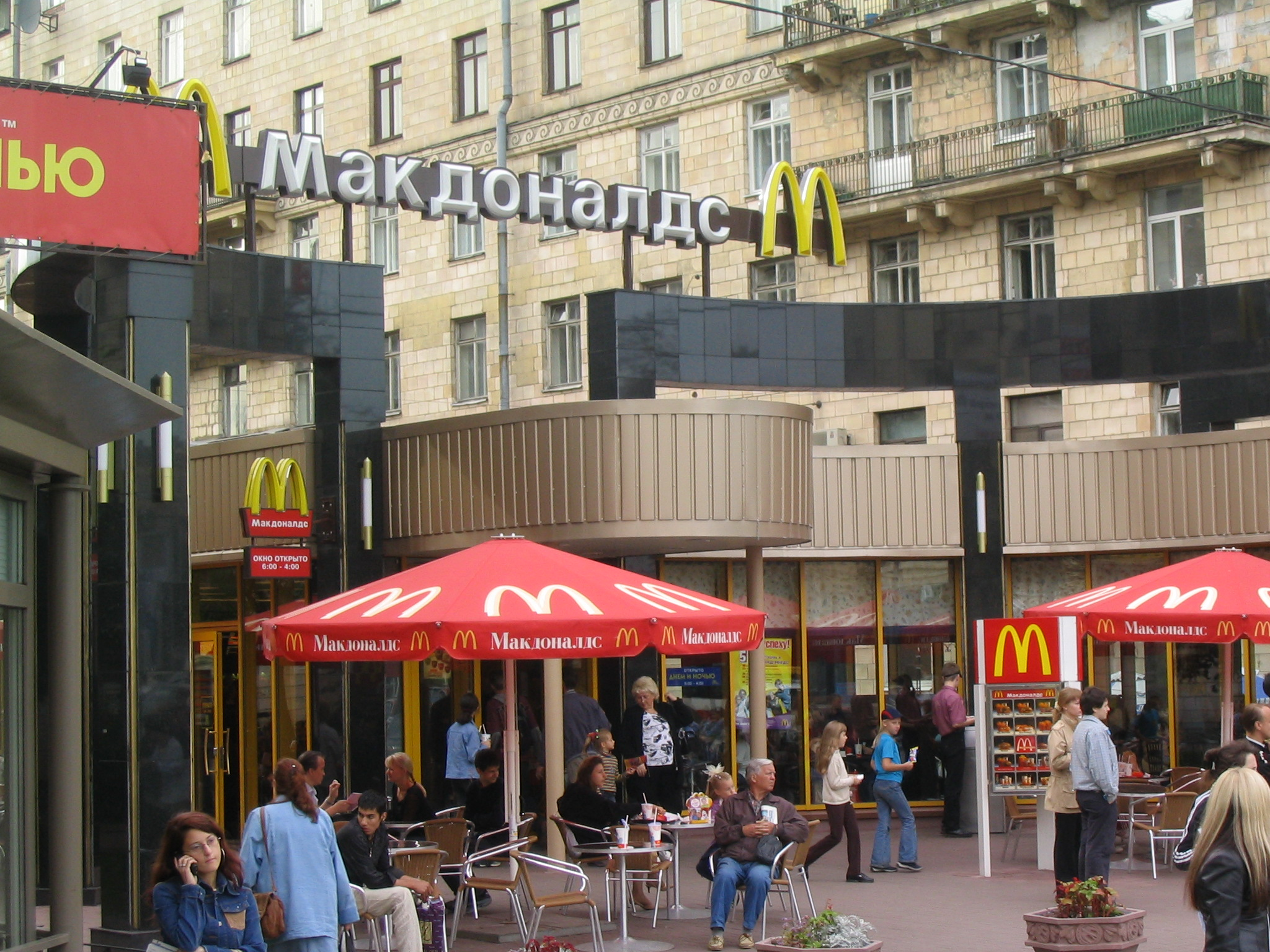
جامعه ای که طبق آداب و رسوم دیرینه این اصول از رستوران های فست فود را پذیرفته اند

مک‌دونالدی شدن (به انگلیسی: McDonaldization) یا «مک‌دونالدیزاسیون» توسط جامعه‌شناس آمریکایی، جورج ریتزر در کتاب «مک‌دونالدی شدن جامعه» در سال ۱۹۹۳ توسعه یافته‌است. از نظر ریتزر، «مک‌دونالدی شدن» زمانی است که جامعه‌ای ویژگی‌های یک رستوران فست‌فود را بپذیرد. فرایند مک‌دونالدی شدن را می‌توان این گونه خلاصه کرد: «اصول رستوران‌های فست‌فود در حال تسلط بیشتر بر همه بخش‌های جامعه هستند. ایده‌ای در راستای همگن‌سازی فرهنگ‌ها به سبب جهانی شدن در سراسر جهان.
مک‌دونالدی شدن مفهوم تکرار عقلانیت و مدیریت علمی است. در جایی که ماکس وبر از مدل بوروکراسی برای بیان جهت جامعه در حال تغییر استفاده کرد، ریتزر رستوران فست‌فود را به عنوان یک پارادایم گویاتر می‌بیند.

## جنبه‌های چهارگانه
ریتزر چهار مؤلفه اصلی مک‌دونالدی شدن را برجسته کرد:
- کارایی - روش بهینه برای انجام یک کار. در این زمینه، ریتزر معنای بسیار خاصی از «کارایی» دارد. در مثال مشتریان مک‌دونالد، این سریع‌ترین راه برای رسیدن از گرسنگی به سیر شدن است. کارایی در مک‌دونالدی شدن به این معناست که تمام جنبه‌های سازمان در جهت به حداقل رساندن زمان تنظیم شده‌است.[۳]
- محاسبه‌پذیری – هدف باید کمیت‌پذیر باشد (مثلاً فروش) تا ذهنی (مثلاً سلیقه). مک‌دونالدی شدن این مفهوم را توسعه داد که کمیت مساوی با کیفیت است. وقتی مقدار زیادی از محصول در کمترین زمان ممکن به مشتری تحویل داده می‌شود مانند یک محصول با کیفیت بالا است. این مولفه به افراد اجازه می‌دهد تا میزان دریافتی خود را با پرداختی مقایسه کنند. سازمان‌ها می‌خواهند مصرف‌کنندگان بپذیرند حجم زیادی از محصول و خدمات را فقط با پرداخت پول زیاد دریافت می‌کنند. کارگران در این سازمان‌ها به جای کیفیت کاری که انجام می‌دهند، بر اساس سرعت انجام کار قضاوت می‌شوند.[۳]
- پیش‌بینی‌پذیری - خدمات استاندارد و یکنواخت. «پیش‌بینی‌پذیری» به این معناست که مهم نیست فرد به کجا می‌رود، هر بار هنگام تعامل با سازمان مک‌دونالدی، همان خدمات و همان محصول را دریافت می‌کند. این امر در مورد کارگران آن سازمان‌ها نیز صدق می‌کند. وظایف آنها بسیار تکراری، معمولی و قابل پیش‌بینی است.[۳]
- کنترل - کارکنان استاندارد و یکنواخت، جایگزینی انسان با فناوری‌های غیرانسانی.

با این چهار اصل صنعت فست‌فود، یک استراتژی که در محدودهٔ محدود منطقی باشد می‌تواند به نتایج مضر یا غیرمنطقی منجر شود. با گسترش این فرآیندها به سایر بخش‌های جامعه، ویژگی‌های اجتماعی و فرهنگی جدید جامعه مدرن ایجاد می‌شود. به عنوان مثال، وقتی مک‌دونالد وارد کشوری شود و الگوهای مصرف‌کنندگان یکسان بشود، ترکیب فرهنگی رخ می‌دهد.

## مک‌دونالدی شدن
سازمان‌ها تلاش کرده‌اند تا منطقی‌سازی مک‌دونالدی شدن را انکار کنند. تلاش‌ها مربوط به تمرکز بر کیفیت به جای کمیت، لذت بردن از غیرقابل پیش‌بینی‌پذیری خدمات و محصول و به‌کارگیری نیروهای ماهر بیشتر بدون هیچ گونه کنترل بیرونی است. همچنین اعتراض‌های دولت - ملت‌ها برای کند کردن روند مک‌دونالدی شدن و حفاظت از محلی شدن و ارزش‌های سنتی آنها افزایش یافته‌است.
برخی از مطالعات موردی محلی نشان می‌دهند چگونه تنظیم مدل منطقی مک‌دونالد برای مطابقت با ترجیحات فرهنگی محلی منجر به کاهش محصول اصلی مک‌دونالد می‌شود. هرچه شرکت بیشتر با شرایط محلی سازگار شود، محاسبات علمی محصول خاص آمریکایی ممکن است از بین برود. این می‌تواند برای توجیه رویکرد یکسان مک‌دونالد استفاده شود. فراگیر بودن مک‌دونالدی شدن و یکنواختی فعالیت‌های آن، عاملی در جهانی‌شدن است.

## نمونه‌ها
اخبار مواد غذایی ناسالم که در اینجا به عنوان اخبار غیر توهین‌آمیز و بی‌اهمیت که در بخش‌های دلپذیر ارائه می‌شوند، تعریف می‌شود، نمونه‌ای از مک‌دونالدی شدن است. مثال دیگر می‌تواند مک‌دانشگاه‌ها باشد که دارای برنامه‌های درسی مدولار شده‌است و مدارک را به شیوه‌ای سریع انتخاب و ترکیب می‌کند تا خواسته همه سلیقه‌ها را برآورده سازد. کیفیت پایین این محصولات را فقط می‌توان با تبلیغات گسترده پنهان کرد که دائماً آنها را دوباره بسته‌بندی می‌کند تا تازه به نظر برسند.
در جرم‌شناسی، تغییری از مجازات و رفتار متناسب با مجرمان فردی، به تلاش برای کنترل دسته‌هایی از مجرمانی که در معرض خطر بالای تکرار جرم هستند، از طریق مجازات‌های استاندارد شده، مانند مواردی که در  مشخص شده‌است، تغییر کرده‌است یا دستورالعمل احکام. مجرمان طبقه‌بندی شده بر اساس سطح امنیتی هستند و به مراکزی فرستاده می‌شوند که توانایی کافی برای ناتوانی زندانیان در رده خطرشان را دارند. فناوری‌هایی مانند نظارت الکترونیک، آزمایش ادرار و سیستم‌های کامپیوتری ردیابی مجرم اغلب به جای انسان‌ها در نظام کیفری استفاده می‌شوند.

## پاسخ مک‌دونالد
پاسخ مک‌دونالد که توسط نمایندگان آن در بریتانیا بیان شد، این است که ریتزر، مانند سایر مفسران، از اندازه و شناخت برند شرکت برای ترویج ایده‌هایی استفاده می‌کند که لزوماً به شیوه‌های تجاری شرکت مربوط نمی‌شوند.

## آموزش
توسط یکی از غربی‌ها استدلال شده‌است که نمونه ای از پدیده مک‌دونالدی شدن را می‌توان در آموزش مشاهده کرد، جایی که شباهت فزاینده ای بین کلاس‌های درس غربی و سایر جهان وجود دارد. اسلاتر استدلال می‌کند اندازه کلاس، چیدمان و آموزش در پرو شباهت زیادی با آمریکا دارد، با نمونه‌های روشنی از فرهنگ غربی که بر کارایی انتقال دانش در سایر نقاط جهان متمرکز شده‌است. علاوه بر این، اسلاتر در ادامه نشان می‌دهد مک‌دونالدی شدن آموزش می‌تواند اثرات جانبی منفی بسیاری داشته باشد. مخصوصاً اینکه پژوهش یا خلاقیت را ترویج نمی‌کند؛ بنابراین، مدارس در آموزش کودکان کارایی کمتری خواهند داشت زیرا در پرورش متفکران انتقادی و خلاق ناکام خواهند بود.
به گفته وونگ، مک‌دونالدی شدن بر کلاس‌های آموزش عالی نیز تأثیر گذاشته‌است.
- کارایی - امتحانات درجه‌بندی شده کامپیوتری، زمان لازم برای نمره دادن معلمان به دانش‌آموزان را محدود می‌کند.[۹]
- محاسبه‌پذیری - از کارنامه و معدل برای اندازه‌گیری میزان موفقیت دانش‌آموز در طول دوره تحصیلی آنها استفاده و محاسبه می‌شود.[۹]
- پیش‌بینی‌پذیری – در دسترس بودن و الزامات دوره در بین دانشگاه‌ها استانداردتر شده‌است و پیدا کردن دوره‌ها و محتوای مشابه در مکان‌های مختلف را آسان‌تر می‌کند.[۹]
- کنترل - دوره‌ها ببسیار ویژه‌ای ساختار یافته‌اند و باید الزامات خاصی را برآورده کنند و از دستورالعمل‌های خاصی پیروی کنند. دوره‌ها در همان زمان و در همان روزهای از پیش تعیین شده شروع و به پایان می‌رسند و برای چند هفته مشخص ادامه دارند.[۹]

مطالعهٔ کارول (۲۰۱۳) توضیح می‌دهد چگونه یادگیری الکترونیکی به یکی از بزرگترین پدیده‌های ادبیات آموزشی در سال‌های اخیر تبدیل شده‌است. اگرچه وعده بالقوه یادگیری الکترونیکی اغلب در فرایند یادگیری مورد انتظار است ولی در واقع بدون توجه به پیامدهای آن بر فرایند یادگیری، بیشتر تأکید بر مسایل الکترونیکی برای تسهیل یادگیری است. در نتیجه، این اغلب عامل انسانی در یادگیری را فرسایش می‌دهد - فرایند یادگیری را به تجربه‌ای منزوی تر تبدیل می‌کند. این مقاله پیشنهاد می‌کند دانشگاهیان باید با پذیرش تسهیل یادگیری از طریق پلت‌فرم‌های یادگیری الکترونیکی بدون درک کامل تأثیر بر تجربیات یادگیری دانش‌آموزان محتاط‌تر شوند. همچنین نقش متغیر دانش‌آموزان را در کشف، پرسش و جستجوی دانش در نقش «مصرف‌کنندگان آموزش از پیش بسته‌بندی شده» بررسی می‌کند.
جورج ریتزر پیش‌بینی می‌کند مک‌دونالدی شدن آموزش و پرورش تنها به تنظیمات کلاس فیزیکی محدود نمی‌شود. که MOOC آموزش آینده را حتی مک‌دونالدی‌تر خواهد کرد در حالی که امکان ایجاد یک MOOC اصلی جدید در هر ترم وجود دارد، به احتمال زیاد یک ساختار اساسی ایجاد می‌شود و هر بار تغییر می‌کند تا کارآمدتر شود. با گذشت زمان و با افزایش علاقه و کیفیت MOOCها، همان MOOCهای از پیش ضبط شده ممکن است توسط بسیاری از دانشگاه‌ها استفاده شود و محتوای قابل پیش‌بینی برای دانشجویان MOOC ایجاد کند. امتحانات درجه‌بندی شده کامپیوتری بیشتر از امتحانات انشائی کتبی استفاده می‌شود تا کارایی بیشتری برای مدرسان داشته باشد. با این حال، از آنجایی که MOOC میزان تماس دانش‌آموز با معلم را محدود می‌کند، درگیر کردن دوره در سطح عمیق‌تر و معنادارتر دشوار خواهد بود.